# 辐射磚子苗
辐射磚子苗（学名：Cyperus radians）为莎草科莎草属下的一个种。